# اليمجان رافيكوف
اليمجان رافيكوف (بالروسية: Рафиков, Алимджон Кяшафович)‏ (30 أبريل 1962 بدوشنبه في طاجيكستان - ) هو مدرب كرة قدم ولاعب كرة قدم طاجيكي وروسي (وحمل سابقاً جنسية الاتحاد السوفيتي) في مركز الدفاع. لعب مع زينيت سانت بطرسبرغ ونادي كايرات وFC KAMAZ Naberezhnye Chelny ‏ وFC Neftekhimik Nizhnekamsk ‏ وسسكا بامير دوشنبه وFC Khatlon ‏.

## روابط خارجية
- اليمجان رافيكوف على موقع قاعدة بيانات كرة القدم.إي يو (الإنجليزية)
- اليمجان رافيكوف على موقع عالم كرة القدم.نت (الإنجليزية)